# Lucas Fierro
Lucas Daniel Fierro Gajardo (Rancagua, 19 de diciembre de 1997) es un futbolista chileno que juega de delantero en General Velásquez de la Segunda División Profesional de Chile.

## Trayectoria
Se inició en las divisiones inferiores de O'Higgins. Debutó en el fútbol profesional con Cristián Arán en un partido por el  Torneo de Transición de 2017 contra Palestino en el Estadio Municipal de La Cisterna en un empate 1-1, ingresando en el minuto 81 por Pedro Muñoz. Posterior a ese encuentro solo disputa uno más, esta vez contra Deportes Antofagasta en un empate 0-0 jugado en el norte, ingresando en el minuto 69 por Francisco Arancibia. 
Luego de ese partido el club celeste decide enviarlo a préstamo al club Unión La Calera que disputaba la Primera B por espacio de seis meses. En el elenco calerano disputó 7 partidos y convirtió 2 goles, el cuadro de Víctor Rivero se consagró campeón del torneo el año 2017 teniendo la opción de participar en la Liguilla de Promoción contra Santiago Wanderers, último del promedio de la Primera División, ascendiendo a la máxima categoría del fútbol nacional luego de derrotar por penales al cuadro verde por 4-5, en dicha tanda Lucas convirtió su lanzamiento.
En 2018 luego de consagrarse campeón regresa al club celeste, sin embargo es nuevamente enviado a préstamo esta vez a Athletic Club Barnechea, en el barne disputa 8 partidos y no convierte goles.
A principios de 2019 regresa a O'Higgins club dueño de su pase, puesto que su técnico Marco Antonio Figueroa lo tiene en cuenta para el torneo.
El día 1 de marzo de 2023 Fierro es oficializado por Rangers de la Primera B chilena.

## Estadísticas
| Club | Div.             | Temporada        | Liga  | Liga  | Copas nacionales(1) | Copas nacionales(1) | Copas internacionales(2) | Copas internacionales(2) | Total | Total |
| Club | Div.             | Temporada        | Part. | Goles | Part.               | Goles               | Part.                    | Goles                    | Part. | Goles |
| --- | ---------------- | ---------------- | ----- | ----- | ------------------- | ------------------- | ------------------------ | ------------------------ | ----- | ----- |
| O'Higgins · Chile | 1.ª              | 2016-17          | 2     | 0     | 0                   | 0                   | 0                        | 0                        | 2     | 0     |
| Unión La Calera · Chile | 2.ª              | 2017             | 7     | 2     | 3                   | 0                   | 0                        | 0                        | 10    | 2     |
| Unión La Calera · Chile | Total club       | Total club       | 7     | 2     | 3                   | 0                   | 0                        | 0                        | 10    | 2     |
| Barnechea · Chile | 2.ª              | 2018             | 8     | 0     | 5                   | 0                   | 0                        | 0                        | 13    | 0     |
| Barnechea · Chile | Total club       | Total club       | 8     | 0     | 5                   | 0                   | 0                        | 0                        | 13    | 0     |
| O'Higgins · Chile | 1.ª              | 2019             | 4     | 0     | 4                   | 0                   | 0                        | 0                        | 8     | 0     |
| O'Higgins · Chile | Total club       | Total club       | 6     | 0     | 4                   | 0                   | 0                        | 0                        | 10    | 0     |
| Total en carrera | Total en carrera | Total en carrera | 21    | 2     | 12                  | 0                   | 0                        | 0                        | 33    | 2     |
| (1)Incluye datos de la Copa Chile y Liguilla de Promoción 2017. (2)Incluye datos de la Copa Libertadores de América y Copa Sudamericana. |                  |                  |       |       |                     |                     |                          |                          |       |       |

## Palmarés
| Título             | Club            | País  | Año    |
| ------------------ | --------------- | ----- | ------ |
| Primera B de Chile | Unión La Calera | Chile | 2017-T |